# Araeoncus toubkal
Araeoncus toubkal là một loài nhện trong họ Linyphiidae.
Loài này thuộc chi Araeoncus. Araeoncus toubkal được Robert Bosmans miêu tả năm 1996.